# Abney Park
Abney Park é uma banda de steampunk baseada em Seattle que mistura elementos de industrial dance, world music e letras  de influência steampunk. Seu nome vem do Cemitério Abney Park em Londres. Anteriormente uma banda gótica, Abney Park transformou sua aparência e som e passou a ser conhecida por alguns como "excelência" de banda steampunk.